# Bersama palustris
Bersama palustris är en tvåhjärtbladig växtart som beskrevs av L.Toussaint. Bersama palustris ingår i släktet Bersama och familjen Melianthaceae. Inga underarter finns listade i Catalogue of Life.